# Holzauge hadművelet
A Holzauge hadművelet egy német katonai akció volt a második világháborúban, amelynek célja egy meteorológiai állomás működtetése volt az északi-sarki területen.
A második világháborúban szembenálló feleknek létfontosságú volt, hogy pontos időjárási előrejelzésekhez jussanak. Az Északnyugat-Európa és Skandinávia időjárását meghatározó meteorológiai rendszerek általában nyugatról, északnyugatról érkeznek, ezért a legjobban a sarki területeken – Grönland, Jan Mayen-sziget, Izland, Spitzbergák – működő állomások tudják előrejelezni a változásokat. A németek számára elengedhetetlen volt, hogy megbízható meteorológiai jelentésekhez jussanak a térségből. Különös értéke lett ebből a szempontból a Spitzbergáknak.
A Hessen névre átkeresztelt Sachsen hajó, amelynek kapitánya Hermann Ritter, egy korábbi kereskedelmi tengerész volt, 1942. augusztus 22-én indult el Tromsøből. A küldetés tudományos vezetője Dr. Gottfried Weisz, a rostocki egyetem földrajzi intézményének munkatársa volt. A teljes létszám 17 fő volt. Weisz még júliusban repülőről tekintette meg Kelet-Grönlandot, és így választotta ki az állomás leendő helyszínét. A Hessen a ködös, viharos időben észrevétlenül érte el a Sabine-szigetet. Ritter úgy döntött, hogy a csapat nyolc tagja a parton, egy kunyhóban tölti a telet, míg a többiek a hajón maradnak. A kunyhó és a hajó között elektronikus és telefonkábelt húztak ki. A hajó árbocát és felépítményeinek egy részét lebontották, hogy álcázzák.

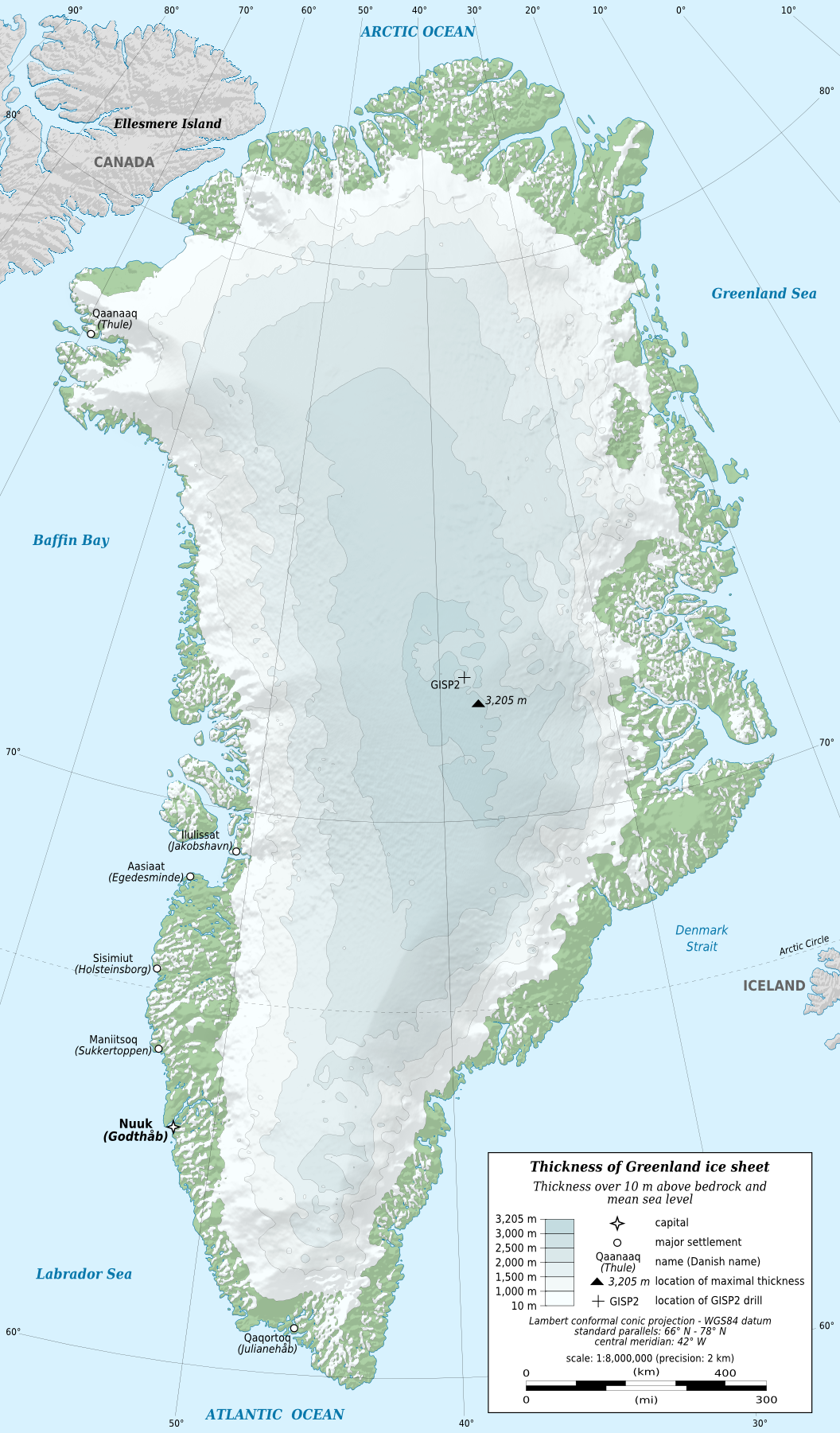
Grönland térképe

A rendszeres meteorológiai megfigyelés augusztus 30-án kezdődött, a jelentéseket szeptemberben kezdték sugározni. A rádiókapcsolatot gyakran nehéz volt megteremteni. Szeptember 12-én Rudolf Kasper elsőtiszt fegyverürítés közben lövést kapott a combjába. A misszió orvosa, Dr. Rudolf Sensse megoperálta, de még négy hónap múlva is csak nehezen járt. A csapat épített egy második kunyhót, és februárban a hajóról többen átköltöztek oda. A tél során több vadászutat szerveztek a sziget déli partjaira, ahol egy prémvadászkunyhóban szálltak meg. Március 13-án a németek összefutottak az észak-grönlandi szános őrjárattal, amelyet a sziget dán kormányzója, Eske Brun működtetett amerikai segítséggel. A szolgálat célja a német aktivitás feltérképezése volt. Amikor a németek meglátták a grönlandi őrjáratot, elmenekültek.
Az állomásra visszatérő németek riasztották a többieket, és Ritter támadást rendelt el. Az egy dánból és két grönlandiból álló járőrt egy kunyhóban meglepték, de sikerült elmenekülniük. Kénytelenek voltak viszont kutyáikat és szánjaikat hátrahagyni, és gyalog tértek vissza a bázisukra. A hátramaradt dokumentumokból Ritter megállapította, hogy a grönlandiak bázisa a Clavering-szigeten (dánul Clavering Ø) van. Felvette a kapcsolatot a parancsnoksággal, amely azt az utasítást adta, hogy indítsanak támadást. Március 23-án elérték a szigetet, ahonnan az öt dán és grönlandi elmenekült. Rábukkantak a kormányzó utasítására, amelyben azt parancsolta, hogy minden németet meg kell ölni. Emellett lereszelt hegyű puskatöltényekre is bukkantak, amelyek használatát a nemzetközi egyezmények tiltották. Ez feldühítette a németeket, és felgyújtották a kunyhót.
A hazavezető úton találkoztak a szános őrjárat egy dán tagjával egy kunyhóban. Amikor Eli Knudsen megpróbált elmenekülni, lelőtték. Másnap megérkezett a helyszínre Marius Jensen és Peter Nielsen, akik gyanútlanul megközelítették a kunyhót, mivel Kundsen kutyaszánja előtte állt. A németek foglyul ejtették őket, és visszavitték őket a bázisukra. Néhány nap múlva Nielsent elengedték, hogy eltemesse Knudsent. Nielsen nem tért vissza a németekhez. Április 5-én Ritter és Jensen, aki a legképzettebb szánhajtó volt, elindult új helyszínt keresni északnyugaton a téli állomásnak. Jensennek sikerült Ritter fölé kerekednie, és május elején már mint a foglyával érkezett meg Scoresbysundba.
Eközben Weisz az Ella-szigetre indult az embereivel, amely a talált dokumentumok szerint a szános őrjáratok egyik kiinduló bázisa volt. Amikor odaértek, a tábort üresen találták, mert a dánok és grönlandiak visszahúzódtak Scoresbysundba. Weisz május 3-án indult vissza bázisára, ahova 14-én érkezett meg. Ekkor tudta meg, hogy Ritter nem tért vissza. A németek Jensen és Nielsen eltűnése óta támadásra számítottak, amely május 15-én következett be, amikor Izlandról két-két amerikai B–24 Liberators és B–17 Flying Fortresss érkezett. A gépek megbombázták és gépágyúval lőtték az állomást és a hajót. Az két épület egyike megsemmisült, de a hajót nem érte találat, és senki nem sebesült meg.
Június 6-án egy kétéltű Dornier 26-os landolt a part közelében, és hét embert evakuált. Weisz és a legénység többi tagja megsemmisítette a berendezéseket és elsüllyesztette a hajót, majd június 17-én őket is elszállította a repülő Tromsø-be. Indulás előtt ellátmányt hagytak hátra Ritternek, hátha visszatér, valamint dr. Sennsének, aki a keresésére indult. Július végén az amerikai parti őrség Northland hajója partra tett egy alakulatot, de ők már csak a lerombolt tábort találták. Rábukkantak viszont Dr. Sennsére, aki a közelben táborozott. Csak egy nappal korábban érkezett. Igen rossz kondícióban volt, mert elvesztette a kutyaszánját.